# Върбица (община)
Вижте пояснителната страница за други значения на Върбица.
Община Върбица е разположена в Североизточна България и е една от съставните общини на област Шумен.

## География

### Географско положение, граници, големина
Общината е разположена в югозападната част на област Шумен. С площта си от 456,803 km2 е 2-рата по големина сред 10-те общините на областта, което съставлява 13,47% от територията на областта. Границите ѝ са следните:
- на север – община Велики Преслав;
- на изток – община Смядово;
- на юг – община Сунгурларе, област Бургас;
- на югозапад – община Котел, област Сливен;
- на запад – община Омуртаг, област Търговище;
- на северозапад – община Търговище, област Търговище.

### Природни ресурси

#### Релеф
Релефът на общината е равнинен, ниско и средно планински, като територията ѝ попада в пределите на Източния Предбалкан и източна Стара планина (в южните райони на общината се простират северните ѝ склонове). На изток от Върбишкия проход са разположени част от северните склонове на Върбишка планина. На 2 km източно от прохода, на границата с община Сунгурларе се намира най-високата точка на планина – връх Калето 898,6 m. Западно от прохода са простират крайните североизточни части на Котленска планина. В нея, на границата с община Котел се издига най-високият връх на община Върбица – Каракус 1045,6 m.
На запад и северозапад от пролома на река Голяма Камчия в пределите на общината попадат част от южните склонове на Преславска планина (част от Източния Предбалкан). В нея, на границата с община Велики Преслав се издига най-високата ѝ точка – връх Голяма Въшкадалница 723,4 m. Югоизточно от пролома на територията на община Върбица е разположена югозападната част на Драгоевска планина, която също е част от Източния Предбалкан. Най-високата ѝ точка в пределите на общината е 576 m и е разположена също на границата с община Велики Преслав. Между двете планини, в пролома на река Голяма Камчия се намира най-ниската точка на община Върбица – 140 m н.в.
Между Върбишка и Котленска планина на юг и Преславска и Драгоевска планина на север и североизток под формата на голям триъгълник се простира източната част на историко-географската област Герлово.

#### Води
Основна водна артерия на общината е река Голяма Камчия, която протича през нея от запад на североизток с част от горното си течение. Тя навлиза в общината югозападно от село Менгишево и след 5 km влива водите си в големия язовир Тича (7-и по големина в България с площ от 18,7 km2). След като изтече от него, образува красив пролом между Преславска и Драгоевска планина и напуска пределите на община Върбица. На нейна територия тя получава три по-големи притока, които се вливат в язовира.
– Герила (21 km). Тя води началото си под името Дигудере от източната част на Котленска планина, на 838 m н.в., на около 2 km южно от връх Инджебурун (1000 m). До град Върбица тече в североизточна посока в тясна и дълбока долина, обрасла с широколистни гори. След като напусне града продължава на север в широка алувиална долина в историко-географската област Герлово и се влива отдясно в река Голяма Камчия на 186 m н.в., на 300 m югозападно от село Кьолмен. При високи води на „язовир Тича“ устието ѝ се залива и реката се влива в язовира. Площта на водосборния ѝ басейн е 95 km2, което представлява 1,8% от водосборния басейн на река Камчия.
– Драгановска река (Вардунско дере) – протича през общината с най-долното си течение и се влива отляво в язовир Тича западно от село Ловец;
– Елешница (30 km). Реката води началото си от западната част на Върбишка планина, на около 300 m южно от връх Мандрабунар (1000 m), в непосредствена близост до Върбишкия проход. В началото тече на юг, а след това на североизток, като проломява Върбишка планина в дълбока и залесена долина. При село Бяла река навлиза в най-източната част на историко-географската област Герлово и на 1,4 km северно от село Тушовица се влива в югоизточния ръкав на язовир Тича. Площта на водосборния ѝ басейн е 179 km2, което представлява 3,3% от водосборния басейн на река Камчия.

### Населени места
Общината се състои от 16 населени места. Списък на населените места, подредени по азбучен ред, население и площ на землищата им:
| Населено място | Пребр. на населението през 2021 г. | Площ на землището (в км2) | Забележка (старо име)                   | Населено място | Пребр. на населението през 2021 г. | Площ на землището (в км2) | Забележка (старо име) |
| Божурово       | 241                                | 9,989                     |                                         | Маломир        | 430                                | 11,412                    | Софулар               |
| Бяла река      | 973                                | 65,850                    | Ак дере                                 | Менгишево      | 289                                | 10,432                    | Кьопек кьой           |
| Върбица        | 2395                               | 75,801                    | Урбиче, Урбиса                          | Методиево      | 251                                | 23,916                    | Чауш кьой             |
| Иваново        | 350                                | 26,311                    | Хуйвен                                  | Нова Бяла река | 504                                | 28,128                    | Йени ак дере          |
| Конево         | 232                                | 9,978                     | Бекирлие                                | Станянци       | 412                                | 7,330                     | Дургджа кьой          |
| Крайгорци      | 138                                | 10,260                    | Абдулрахманлар                          | Сушина         | 280                                | 80,515                    | Чулфа                 |
| Кьолмен        | 42                                 | 6,021                     | Гюлемен, Кьолемен, Гьолмен, Кьоле Татар | Тушовица       | 504                                | 61,638                    | Тушовца               |
| Ловец          | 284                                | 14,743                    | Хасаново, Евдокия                       | Чернооково     | 399                                | 14,659                    | Карагьозлер           |

## Административно-териториални промени
- Указ № 271/обн. 11.12.1898 г. – преименува с. Хуйвен на с. Иваново;
- Указ № 162/обн. 08.04.1931 г. – преименува с. Чауш кьой (Чаушово) на с. Методиево;
- МЗ № 2820/обн. 14.08.1934 г.

– преименува с. Гюлемен на с. Кьолемен;
– преименува с. Софулар на с. Маломир;
– преименува с. Чулфа на с. Сушина;
- МЗ № 3775/обн. 07.12.1934 г.

– преименува с. Кара Демир на с. Виница;
– преименува с. Хасаново на с. Евдокия;
– преименува с. Бекирлие на с. Конево;
– преименува с. Абдулрахманлар на с. Крайгорци;
– преименува с. Кьопек кьой на с. Менгишево;
– преименува с. Юллер на с. Староселка;
– преименува с. Дураджа кьой (Дураджак) на с. Станянци;
– преименува с. Карагьозлер на с. Чернооково;
- МЗ № 1190/обн. 25.03.1947 г. – преименува с. Евдокия на с. Ловец;
- Указ № 31/обн. 13.12.1955 г. – признава н.м. Долна махала (от с. Чернооково) за отделно населено място – с. Божурово;
- през 1965 г. – уточнено е името на с. Кьолемен на с. Кьолмен без административен акт;
- Указ № 881/обн. 30.11.1965 г. – заличава селата Виница и Староселка поради изселване (при строежа на язовир „Тича“);
- Указ № 960/обн. 4 януари 1966 г. – уточнява името на с. Тушовца на с. Тушовица;
- Указ № 1942/обн. 17.09.1974 г. – признава с. Върбица за гр. Върбица.

## Население
Численост на населението според преброяванията през годините:
| Година на преброяване | Численост |
| 1934                  | 15 561    |
| 1946                  | 17 161    |
| 1956                  | 15 026    |
| 1965                  | 14 744    |
| 1975                  | 14 116    |
| 1985                  | 13 594    |
| 1992                  | 11 841    |
| 2001                  | 11 249    |
| 2011                  | 10 391    |
| 2021                  | 7724      |

### Етнически състав
Преброяване на населението през 2011 г.
Численост и дял на етническите групи според преброяването на населението през 2011 г., по населени места (подредени по численост на населението):
| Населено място | Численост | Численост | Численост | Численост | Численост | Численост           | Численост     | Населено място | Дял (в %) | Дял (в %) | Дял (в %) | Дял (в %) | Дял (в %)           | Дял (в %)    |
| Населено място | Общо      | Българи   | Турци     | Цигани    | Други     | Не се самоопределят | Не отговорили | Населено място | Българи   | Турци     | Цигани    | Други     | Не се самоопределят | Неотговорили |
| Общо           | 10 391    | 919       | 5597      | 2434      | 675       | 220                 | 546           | 100.00         | 8.84      | 53.86     | 23.42     | 6.49      | 2.11                | 5.25         |
| -------------- | --------- | --------- | --------- | --------- | --------- | ------------------- | ------------- | -------------- | --------- | --------- | --------- | --------- | ------------------- | ------------ |
| Върбица        | 3325      | 559       | 828       | 1841      | 9         | 32                  | 56            | Върбица        | 16.81     | 24.90     | 55.36     | 0.27      | 0.96                | 1.68         |
| Бяла река      | 1181      |           | 895       | 86        |           |                     | 24            | Бяла река      |           | 75.78     | 7.28      |           |                     | 2.03         |
| Тушовица       | 851       | 3         | 823       | 23        |           |                     | 0             | Тушовица       | 0.35      | 96.70     | 2.70      |           |                     | 0.00         |
| Чернооково     | 577       | 4         | 546       | 0         |           |                     | 22            | Чернооково     | 0.69      | 94.62     | 0.00      |           |                     | 3.81         |
| Нова Бяла река | 565       | 12        | 67        | 0         | 328       | 6                   | 152           | Нова Бяла река | 2.12      | 11.85     | 0.00      | 58.05     | 1.06                | 26.90        |
| Станянци       | 559       |           | 519       | 0         |           |                     | 36            | Станянци       |           | 92.86     | 0.00      |           |                     | 6.44         |
| Иваново        | 489       | 133       | 225       | 117       |           |                     | 12            | Иваново        | 27.19     | 46.01     | 23.92     |           |                     | 2.45         |
| Маломир        | 489       | 53        | 68        | 13        |           |                     | 74            | Маломир        | 10.83     | 13.90     | 2.65      |           |                     | 15.13        |
| Менгишево      | 458       | 38        | 125       | 186       |           |                     | 80            | Менгишево      | 8.29      | 27.29     | 40.61     |           |                     | 17.46        |
| Ловец          | 403       | 41        | 207       | 141       | 0         | 12                  | 2             | Ловец          | 10.17     | 51.36     | 34.98     | 0.00      | 2.97                | 0.49         |
| Методиево      | 393       | 12        | 355       | 26        | 0         | 0                   | 0             | Методиево      | 3.05      | 90.33     | 6.61      | 0.00      | 0.00                | 0.00         |
| Сушина         | 319       | 8         | 255       | 0         | 0         | 4                   | 52            | Сушина         | 2.50      | 79.93     | 0.00      | 0.00      | 1.25                | 16.30        |
| Конево         | 254       | 34        | 215       |           | 0         | 3                   | 2             | Конево         | 13.38     | 84.64     |           | 0.00      | 1.18                | 0.78         |
| Божурово       | 242       |           | 194       |           | 22        |                     | 24            | Божурово       |           | 80.16     |           | 9.09      |                     | 9.91         |
| Крайгорци      | 206       | 0         | 196       | 0         | 0         | 0                   | 10            | Крайгорци      | 0.00      | 95.14     | 0.00      | 0.00      | 0.00                | 4.85         |
| Кьолмен        | 80        |           | 79        | 0         | 0         |                     | 0             | Кьолмен        |           | 98.75     | 0.00      | 0.00      |                     | 0.00         |

### Вероизповедания
Численост и дял на населението по вероизповедание според преброяването на населението през 2011 г.:
|                     | Численост | Дял (в %) |
| Общо                | 10 391    | 100.00    |
| Православие         | 793       | 7.63      |
| Католицизъм         | 10        | 0.09      |
| Протестантство      | 575       | 5.53      |
| Ислям               | 7001      | 67.37     |
| Друго               | 6         | 0.05      |
| Нямат               | 91        | 0.87      |
| Не се самоопределят | 925       | 8.90      |
| Непоказано          | 990       | 9.52      |

## Промишленост
Община Върбица е типична полупланинска селска община. Основната икономическа активност е свързана с дърводобива, дървообработката, шивашката промишленост, хранително-вкусовата промишленост, селското стопанство и търговията.
Дървообработващата сфера е представена от малки банцигарници и работилници, които работят предимно като подизпълнители. През последните години не се отчита ръст в дърводобива. Залесителните дейности са в размер на 350 дка гори – основно широколистни видове.

## Туризъм
Община Върбица има условия за развитие на туризъм, което се обуславя от редица благоприятни предпоставки.
Водещите сред тях са курортен комплекс „Върбишки проход“ с минерална вода с доказани лечебни качества за стомашно-чревните заболявания; красивата природа; значителният рекреативен потенциал на привлекателните водни площи на язовир „Тича“. Много добра база е създадена в курортния комплекс, който се намира на 5 км южно от гр. Върбица, богата на горска растителност предлага различни условия за отдих. Изградената материална база в к.к. „Върбишки проход“ е с възможен капацитет за общо 1690 легла.
През последните години се забелязва тенденция на изоставяне на създадената материална база, която не се поддържа и непрекъснато се руши, не се посещава от туристи и почиващи. Изоставени и разграбени са почивните бази и бунгалата, резултат от безстопанствеността на общината. От 1998 г. функционират само туристическата хижа и почивният дом към болницата в гр. Шумен.
Друга зона за отдих на територията на общината е при язовир „Тича“, където материалната база е около 550 легла, но нейното състояние също не е добро.

## Селско стопанство
Община Върбица обхваща територията на 18 землища, на две от които, с. Виница и с. Староселка, след завиряването на язовир „Тича“ населението беше изселено, а селищата останаха под водата. Поради полупланинския характер на терена на общината и голямата разпокъсаност на парцелите, след настъпилите промени в селското стопанство, през последните години значителен дял от земеделските земи не се обработват и пустеят. В този отрасъл основно са застъпени зърнено-фуражните култури – пшеница, ечемик, царевица и други. Налага се тенденция за утвърждаване в района на дела на техническите култури в рамките на 6500 – 7000 дка. Основни представители тук са слънчогледът, тютюн ориенталски, тикви за семе, кориандър и други. Според конюнктурата на пазара за различните години в структурата на растениевъдните култури са застъпвани още: главесто зеле, краставици корнишони, захарно цвекло, домати, пипер и други. Основно растениевъдният сектор е насочен главно към осигуряване фуражния баланс на животновъдството в района.
В община Върбица разпространение имат светлосивите и сиви горски почви от IV и V категория. На отделни масиви в с. Методиево, Иваново и Маломир на малки участъци има и III категория земеделски имоти.
В южната част на землището на общината в района на селата Тушовица, Бяла река, Нова Бяла река, гр. Върбица, Чернооково, Крайгорци, Сушина Ловец имат дял и земите от VII – X категория, площите на които се считат като неподходящи и неефективни за нуждите на селското стопанство. На такива площи земеделското производство не е рентабилно, добивите са много ниски. За тях са подходящи етерично-маслените култури, като лавандулата, която в определени периоди е заемала значителни площи, достигайки през 1980–те години 1500 дка.
Природните дадености на района позволяват отглеждането и на трайни насаждения – сливи, вишни, малини и други. В областта на растениевъдството, това е и вярната посока на развитие за района, в съчетание с фуражопроизводството и дребното зеленчукопроизводство, което ще доведе до повишаването на заетостта, чрез създаването на нови условия за работа.
Сравнително ограничен е броят на регистрираните земеделски производители от община Върбица. Недостатъчната информираност за изискванията, които трябва да се спазят при влизането ни в Европейския съюз и може би една от причините за това.
В община Върбица интерес представляват земите от ОПФ с площ 50 – 100 дка и нагоре. Разпокъсаният характер на същия, пречи той да може да бъде усвоен напълно и раздаден на нуждаещите се. Във връзка с това е налице необходимостта от разработването на комасационен план с цел усъвършенстване на земеделските имоти.
Размерът на необработваемите земи спрямо обща земеделска земя е доста смущаващ за населените места, като с. Сушина, Крайгорци, Божурово, Чернооково и Тушовица, където тя достига до 80 – 90 %. Повечето от тях като Божурово, Чернооково, Върбица и Тушовица представляват терасирани територии на изоставени трайни насаждения под балкана, разположени на ниско продуктивни ерозирани терени.
Тези стойности, съпоставени към данните от периода 1999 – 2000 г., показват известна тенденция на намаляване, макар и слабо на необработваемите площи за сметка на постепенното увеличение на посевните площи като цяло. В някои от населените места местни земеделски стопани преодоляха затрудненията в дейността си и се разширяват, като наемат земи по 1000, 2000 и повече декари.

## Икономика
Липса на задължения на общината към всички видове институции. Недостатъчна общинска собственост, която да генерира увеличаване на собствените приходи. Сравнително нисък относителен дял на собствените приходи спрямо общия бюджет на общината. Възможности за увеличаване на местните приходи, чрез комплекс от мероприятия включващи повишена събираемост на местни данъци и такси, съответствие между извършени разходи и заплащани такси, разработване на програма за развитие на малкия и среден бизнес в общината и привличане на инвеститори.
Проблем за общината е ръстът на безработицата, който е един от най-високите за областта. Основните причини за това са както от икономически, така и от демографски характер. От икономическите най-голяма роля има сравнително слабото развитие на промишлеността в общината, отдалечеността от областния център, липсата на природни ресурси и сравнително ниската категория на земите, водещи до ясно очертан поминък. От демографските най-характерно влияние указва етническия състав на населението с неговите особености и своеобразната затвореност на отделните етнически групи, което обаче през последните години значително намалява своята тежест като определящ фактор. Както в повечето райони в североизточна България, така и в този християните от години се превръщат в малцинствена група.

## Политика

### Общински съвет
Състав на общинския съвет, избиран на местните избори през годините:
| Партия, коалиция или инициативен комитет                                             | 2003    | 2007    | 2011    | 2015    | 2019    | 2023    |
| Избирателна активност по време на изборите                                           | 62,48 % | 59,69 % | 62,09 % | 62,24 % | 60,24 % | 50,57 % |
| Общ брой места                                                                       | 17      | 17      | 17      | 17      | 17      | 17      |
| ------------------------------------------------------------------------------------ | ------- | ------- | ------- | ------- | ------- | ------- |
| Движение за права и свободи                                                          | 6       | 8       | 7       | 12      | 13      | 16      |
| ГЕРБ                                                                                 |         | 2       | 2       | 4       | 3       | 1       |
| Коалиция „БСП за България“                                                           |         |         |         |         | 1       |         |
| Българска социалистическа партия                                                     | 1       | 2       | 2       | 1       |         |         |
| Коалиция за община Върбица (Обединени земеделци, Национално движение „Симеон Втори“) |         |         | 2       |         |         |         |
| ЕСИ                                                                                  |         |         | 2       |         |         |         |
| Национално движение „Симеон Втори“                                                   |         | 3       |         |         |         |         |
| Рома                                                                                 | 1       | 2       |         |         |         |         |
| Български демократичен съюз „Радикали“                                               | 3       |         |         |         |         |         |
| Български земеделски народен съюз - Народен съюз                                     | 2       |         |         |         |         |         |
| Национално движение за права и свободи                                               | 2       |         |         |         |         |         |
| Мехмед Хюсеинов Юсуфов – Независим                                                   | 1       |         |         |         |         |         |
| Съюз на демократичните сили                                                          | 1       |         |         |         |         |         |

## Транспорт
През общината преминават частично 4 пътя от Републиканската пътна мрежа на България с обща дължина 70,6 km:
- участък от 49,5 km от Републикански път I-7 (от km 147,4 до km 196,9);
- началният участък от 0,8 km от Републикански път III-704 (от km 0 до km 0,8);
- началният участък от 1,3 km от Републикански път III-706 (от km 0 до km 1,3);
- последният участък от 19 km от Републикански път III-7304 (от km 9,8 до km 28,8).

## Топографски карти
- Лист от карта K-35-30. Мащаб: 1 : 100 000.
- Лист от карта K-35-42. Мащаб: 1 : 100 000.